# شریف مجدلانی
شریف مجدلانی (به فرانسوی: Charif Majdalani) نویسنده متولد ۱۹۶۰ شهر بیروت لبنان است.
شریف مجدلانی، نویسندهٔ فرانکوفون لبنانی است که در سال ۱۹۶۰ در بیروت به دنیا آمد.

## زندگی
شریف مجدلانی در سال ۱۹۸۰، لبنان را به قصد ادامهٔ تحصیل در رشتهٔ ادبیات مدرن در فرانسه، ترک کرد. در سال ۱۹۸۳، پس از دفاع از تز دکترای خود در زمینهٔ بررسی آثار Antonin Artaud در دانشگاه فرانسوی Aix-en-Provence، به لبنان بازگشت و در دانشگاه‌های لبنان به تدریس ادبیات فرانسه پرداخت.
از سال ۱۹۹۵ همکاری خود را با مجلهٔ L'Orient Express در تحریر ستون ادبی آن مجله، آغاز نمود. این همکاری تا سال ۱۹۹۸ یعنی زمان پایان انتشار این روزنامه ادامه داشت.
او که در حال حاضر، استاد ادبیات فرانسه در دانشگاه فرانسوی بیروت است، تاکنون مقالات و کتاب های متعددی به رشتهٔ تحریر درآورده است. او در کنار تدریس در دانشگاه، مقالات متعددی در روزنامه‌های فرانسه زبان لبنان و فرانسه همچون Le Monde و Libération به چاپ رسانده است.
شریف مجدلانی از سال ۲۰۱۲ تاکنون ریاست «کانون بین‌المللی نویسندگان» در بیروت را بر عهده دارد.
شریف مجدلانی برای کتاب «آخرین ارباب مارساد» جز ده نویسنده راه یافته به مرحله نهایی جایزه ادبی «رنودو» 2013 فرانسه است. 